# Batutua
Batutua ist ein indonesisches Desa („Dorf“) und Hauptort des Distrikts (Kecamatan) Rote Barat Daya (Regierungsbezirk Rote Ndao, Provinz Ost-Nusa Tenggara) auf der Insel Roti. 2010 lebten in Batutua 1.624 Menschen.

## Geographie
| \| Batutua \|                         |
| Lage in der Provinz Ost-Nusa Tenggara |
| Batutua                               |

Batutua liegt im Süden des Distrikts Rote Barat Daya, am Ufer der Bucht von Buka.